# Ігор Леіте
Ігор Барбоза Родрігес Леіте (англ. Higor Barbosa Rodrigues Leite) (2 червня 1993, Кампуш Белуш, Бразилія), більш відомий як Ігор або Ігор Леіте — бразильський футболіст, півзахисник, який виступає за вірменський «Пюнік».

## Кар'єра
Ігор почав свою кар'єру в «Флуміненсе». У 2011 році він потрапив в основну команду. В першому сезоні на дорослому рівні провів 7 матчів за Флу, після чого був взятий в оренду китайським клубом «Ченду Блейдс». Наступні два роки Ігор провів у оренді спочатку в «Аваї», а потім і в «Крісіумі», але постійної ігрової практики в жодному з цих клубів не отримував.
На початку 2015 року гравець спочатку був відданий в оренду в «Вольта Редонда», з яким він брав участь в іграх чемпіонату штату Ріо-де-Жанейро.
Потім повернувся в «Флуміненсе», де вісім разів виходив на заміну у Серії А.
2016 рік теж не став виключенням для гравця, тренерський штаб і досі не бачив в ньому хоча б стабільного гравця ротації, а тому відправив його в «Гояс», який виступав в Серії Б.
В 2017 році він був вдруге відданий в оренду до футбольного клубу «Вольта Редонда».
В 2018 році гравець знову поїхав в оренду — спочатку в «АБС», потім в «Лондрину».
Наприкінці 2018 року у футболіста закінчився контракт з «Флуміненсе». Ігор перейшов до складу"Парани".
Він взяв участь в десяти іграх в національному чемпіонаті і в двох у Кубку Бразилії 2019 року, де відзначився одним забитим голом. Після завершення чемпіонату штату він розірвав контракт з «Параною» і повернувся в «Лондрину».
Після того, як «Лондрина» за підсумками сезону 2019 року вилетіла з Серії Б, Ігор знову покинув клуб. Його наступним клубом став «Греміу» (Новурізонтіно), з яким він підписав контракт на початку 2020 року.
За клуб зіграв в шести іграх чемпіонату і в одній грі в Кубку Бразилії 2020. В цьому ж році футболіст перейшов до іншого клубу Серії Б — «Ботафогу» (Сан-Паулу).
3 лютого 2021 року Ігор підписав контракт із вірменським клубом Прем'єр-ліги ФК «Пюнік».

## Досягнення
«Флуміненсе»
- Чемпіон Бразилії (1): 2012
- Чемпіон Вірменії (1):

«Пюнік»: 2021-22

## Цікаві факти
Ігор має двох кузенів, які також професійно займалися футболом ― Кака та Дігана.